# C++20
C++20 é o nome informal da revisão do padrão ISO/IEC para linguagem de programação C++ que virá após a revisão C++17.

O C++ Standards Committee (comitê de padrões de C++) começou a planejar o C++20 em julho de 2017. A versão atual é N4687.